# Zipaetis scylax
Zipaetis scylax är en fjärilsart som beskrevs av William Chapman Hewitson 1863. Zipaetis scylax ingår i släktet Zipaetis och familjen praktfjärilar. Inga underarter finns listade i Catalogue of Life.

## Bildgalleri

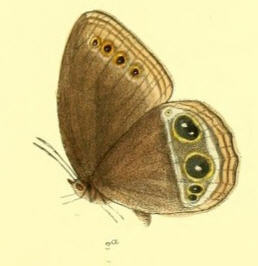
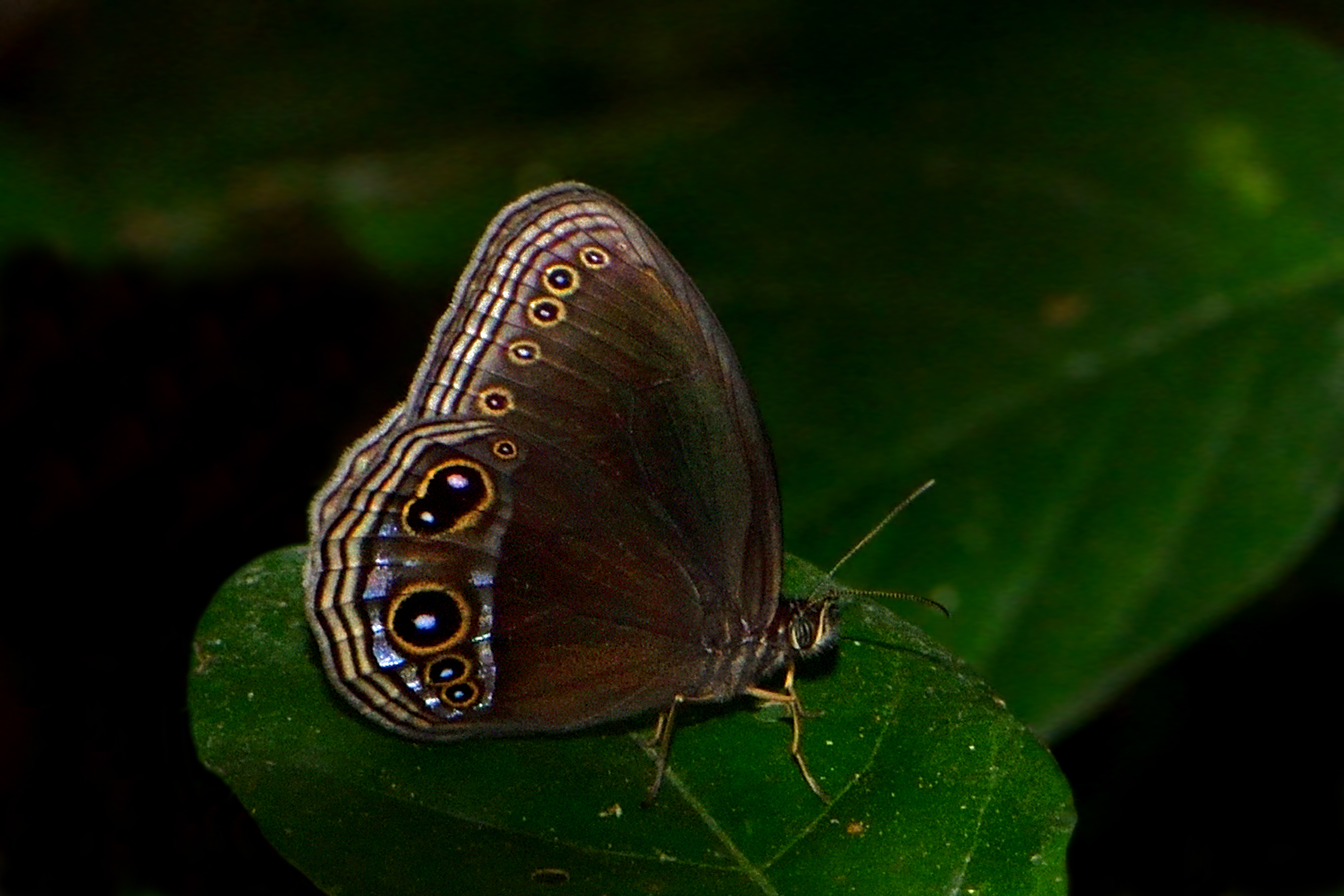
Ventral view